# Лучшие в мирах
«Лучшие в мирах» (англ. Worlds Finest) — восемнадцатый эпизод первого сезона телесериала «Супергёрл». Премьера серии состоялась 28 марта 2016 года. Режиссёрское кресло занял Ник Гомез, автором рассказа стал Грег Берланти, а Эндрю Крайсберг и Майкл Грасси создали телесценарий к эпизоду.
В эпизоде появляется супергерой Флэш из одноимённого телесериала 2014 года (создателями которого также являются Грег Берланти и Крайсберг). Это первый кроссовер данного телесериала со Вселенной Стрелы и единственный до того момента, как сериал «переедет» на канал The CW.
Также в данном эпизоде Мелисса Бенойст вновь снимается со своим бывшим партнёром по телесериалу «Хор» Грантом Гастином, который исполнил роль Флэша. Название является отсылкой к популярной серии комиксов World’s Finest Comics, в которой Супермен регулярно объединял усилия с другими персонажами DC Comics, в том числе и Флэшем.

## Сюжет
После того, как Шиван Смайт на глазах Уинна упала с крыши и смягчила падение звуковой волной, она проходит обследование в ДВО. Доктора не могут объяснить ни её состояние, ни причину возникновения новых способностей. Шиван подслушивает допрос Лесли Уиллис /ЛайвВайр агентами ДВО, а позднее начинает видеть дух банши. Она приходит в CatCo после того, как приступ повторился, и оглушительной звуковой волной выбрасывает Кару из окна. В это время открывается межпространственный портал и через него проходит нечто на высокой скорости, подхватывает Кару прежде, чем она может что-то предпринять, и уносит девушку за город.
Таинственное нечто оказалось спидстером из параллельной вселенной по имени Барри Аллен / Флэш (см. Вселенная Стрелы). В CatCo Барри знакомится с Джеймсом и Уинном, которым он кратко разъясняет принципы существования мультивселенной. После этого Кэт Грант зовёт всех четверых к себе и даёт им задание узнать что-то о новом супергерое, упорно отказываясь называть его Флэшем. Тем временем Шиван приходит к своей тёте, Шинед Смайт, и выясняет, что все женщины в её роду прокляты: если они на кого-то сильно разозлятся, то становятся одержимы духом банши и не избавятся от него, пока не убьют обидчика. В итоге Шиван надо убить Кару, а так как этому может помешать Супергёрл, то она решает сначала покончить с супергероиней (не догадываясь, что это один и тот же человек). В союзники она берёт себе ЛайвВайр, которой помогает сбежать из тюрьмы. Узнав о побеге Лесли, Кэт всё равно отказывается прятаться, а тем временем Барри и Кара определяют местоположение злодеев.
В битве с ЛайвВайр Барри запускает в неё молнию, что делает злодейку сильнее. Супергёрл же пытается обдать Лесли водой. чтобы закоротить её, однако ей мешает Шиван, которая теперь называет себя Серебряной банши. После того, как герои отступают, Кара извиняется за то, что ринулась в бой без плана, но Барри успокаивает её, рассказав о своём похожем опыте с Роем Биволо. Для следующего боя Барри разрабатывает специальные затычки, которые фильтруют громкие звуки. Между тем ЛайвВайр и Серебряная банши похищают Кэт Грант с целью заманить героев в ловушку в парке Нейшнл-сити.
Прежде, чем Флэш и Супергёрл добираются до места встречи, ЛайвВайр начинает ломать окружающие постройки. Прибывшие герои оказываются неуязвимы к крику Серебряной банши и освобождают Кэт Грант. Флэш нападает на Лесли, но она отбрасывает его мощным ударом тока, а после запускает ещё один разряд в пролетающий над головой вертолёт. Так как в парке слишком много людей, Супергёрл становится на пути разряда и принимает всю его мощь на себя. В результате жители вновь принимают её как своего героя и становятся на её защиту. Пожарные обливают Лесли водой и она, а также Серебряная банши, получают удар током. Используя знания Барри полиция разрабатывает метод реорганизации тюрем под содержание мета-людей, в результате Лесли и Шиван, как мета-люди, попадают в обычную тюрьму, а не в ДВО.
Кэт признаётся Каре, что догадалась о том, что Барри является Флэшем. За городом Барри объясняет Супергёрл, что объединённая скорость их обоих могла бы вернуть его домой. Они прощаются и Барри вновь проходит сквозь портал. Вернувшись домой, Кара встречается с Джеймсом, чтобы признаться ему в своих чувствах. Не найдя слов, она просто целует его. После этого Джеймс словно робот уходит. Кара видит, что то же самое происходит с остальными жителями Нейшнл-сити.

## Отзывы
Эпизод получил исключительно положительные отзывы.
Клифф Уитли из IGN поставил «Лучшим в мирах» оценку 8.6/10 и признался, что «после мрачного и зыбкого „Бэтмена против Супермена“ эпизод предложил нам смешной, оптимистичный отбеливатель и стали одним из самых сильных эпизодов сериала на настоящий момент. Что было очень освежающим, так это то, что Флэш и Супергёрл сразу сделали первый шаг, чтобы стать супердрузьями, а не начали свои отношения с „силомерия“. Флэш не только отлично вписался в мир Супергёрл, но и между Грантом Гастином и Мелиссой Бенойст наблюдалась сильная химия. Насколько благоприятным было прощение от города за инцидент с красным криптонитом, настолько „Лучшие в мирах“ были восхитительны».
Стейси Глансман из TV Fanatic поставила эпизоду 5 звёзд из 5.
Кэролайн Сид, пишущая для AV Club, оценила серию на A-, отметив следующее: «Больше всего я боялась того, что единственная причина, по которой появились „Лучшие в мирах“, является привлечение поклонников „Флэша“ к просмотру „Супергёрл“ (и наоборот, как я полагаю), а не показать то, насколько повлияли на Супергёрл события „Падения“. Вместо этого „Лучшие в мирах“ в большей степени полагается на долгосрочное повествование сюжета, вобрав в себя сюжетные линии со всего сезона. И это выглядело так же, как появление самого приятного из супергероев объединила команду Мстителей. К лучшему, или к худшему, „Лучшие в мирах“ показывают Кару, если коротко: забавной, неуклюжей, дрянной и более интеллигентной, чем это кажется на первый взгляд».

## Взаимосвязь событий
События «Лучших в мирах» происходят между двумя моментами серии «Против Зума», когда Барри, тестируя тахионное устройство у него на груди, входит в один межпространственный портал и тут же выходит из другого. Кроме того, в этом эпизоде были упомянуты Зелёная стрела, Чёрная канарейка, Атом, Огненный шторм, Зум, Харрисон Уэллс, Кейтлин Сноу и Циско Рамон, а также злодеи Рой Биволо, Блэкаут и Дудочник.